# Here Is Mariah Carey
Here Is Mariah Carey, conhecido simplesmente por Mariah Carey ou Mariah's Thanksgiving NBC Special, é o terceiro lançamento em vídeo da artista musical estadunidense Mariah Carey. Este material apresenta a cantora se apresentando ao vivo no teatro Proctor's Theatre em Schenectady, Nova Iorque, em 18 de Julho de 1993. O álbum original foi lançado em VHS em 1993, e em posteriormente lançado em DVD em 12 de setembro de 2006.
Apresentado pela primeira vez como especial de televisão no Dia de Ação de Graças de 1993 na NBC, o vídeo apresenta Carey apresentando um concerto para celebrar e promover seu álbum Music Box. Ela tocou quatro músicas do Music Box:  "Dreamlover", "Hero", "Without You", e "Anytime You Need a Friend". Este concerto foi a primeira apresentação pública destas músicas. Carey também cantou cinco sucessos mais antigos: "Vision of Love", "Love Takes Time", "Someday", "Emotions", e "Make It Happen". Além das apresentações, uma versão alternativa do dueto "I'll Be There" de Carey e Trey Lorenz também foi mostrada. Esta música também foi filmada no Proctor's Theatre com membros da Liga Atlética da Polícia de Albany no palco com Mariah. .
Muito deste material seria mais tarde apresentado em 1993 no Music Box Tour de Carey .
O lançamento em vídeo vem com o videoclipe de "Dreamlover". Apresentações de "Dreamlover" e "Hero" deste concerto foram mais tarde usadas para lançamento de áudio como versões oficiais ao vivo em singles comerciais/promocionais.

## Faixas
| Versão padrão  |                             |                                             |         |  |
| N.º            | Título                      | Compositor(es)                              | Duração |  |
| 1.             | "Emotions"                  | Mariah Carey Robert Clivillés David Cole    |         |  |
| 2.             | "Hero"                      | Carey Walter Afanasieff                     |         |  |
| 3.             | "Someday"                   | Carey Ben Margulies                         |         |  |
| 4.             | "Without You"               | Pete Ham Tom Evans                          |         |  |
| 5.             | "Make It Happen"            | Carey Clivillés Cole                        |         |  |
| 6.             | "Dreamlover"                | Carey Dave Hall                             |         |  |
| 7.             | "Love Takes Time"           | Carey Margulies                             |         |  |
| 8.             | "Anytime You Need a Friend" | Carey Afanasieff                            |         |  |
| 9.             | "Vision Of Love"            | Carey Margulies                             |         |  |
| 10.            | "I'll Be There"             | Berry Gordy Bob West Hal Davis Willie Hutch |         |  |
| 11.            | "Dreamlover" (videoclipe)   | Carey Hall                                  |         |  |
| Duração total: | Duração total:              | Duração total:                              | 65:00   |  |

## Desempenho
| Parada                                     | Posição | Certificação | Vendas  |
| ------------------------------------------ | ------- | ------------ | ------- |
| França - Music DVD Chart                   |         | Ouro         | 10.000  |
| Estados Unidos - Billboard Top Music Video | 4       | Platina      | 100.000 |